# ماريان كوزلوفسكي (راكب الكنو)
ماريان كوزلوفسكي (بالبولندية: Marian Kozłowski)‏ هو راكب الكنو بولندي، ولد في 6 يونيو 1915، وتوفي في 1943.

## وصلات خارجية
- ماريان كوزلوفسكي على موقع أوليمبيديا (الإنجليزية)
- ماريان كوزلوفسكي على موقع اللجنة الأولمبية البولندية (مؤرشف) (البولندية)